# Telefax
Telefax (af tele- og faksimile) eller blot fax er en telekommunikationsteknologi for overføring af trykte kopier (faksimiler) af dokumenter, breve m.v.
Telefaxen fungerer ved at billedinformationen scannes og overføres gennem telefonnettet, hvorefter den udprintes på modtagerens maskine. Der er således store tidsmæssige fordele forbundet ved at anvende telefax frem for post. I takt med e-mailens fremkomst er telefaxen dog blevet en markant mindre anvendt metode til at sende dokumenter, men den anvendes stadig, særligt indenfor erhvervslivet.
Som alternativ til den traditionelle telefax findes også flere internetbaserede faxtjenester, hvor det således kun er den ene part, der behøver at have en faxmaskine.
Opfindelsen af faxen tilskrives den skotske urmager og opfinder Alexander Bain, der i 1843 tog patent på den første telefaxmaskine – hele 30 år før Alexander Graham Bell opfandt telefonen. Kommunikationen foregik via telegrafledninger, der normalt anvendtes til morsetelegrafering. I 1856 byggede Giovanni Caselli en stor faxmaskine efter Bains patent, og i 1860 sendte denne maskine den første fax mellem to byer – fra Paris til Amiens.
En traditionel telefax benytter blot en normal telefonlinje og har ofte et selvstændigt nummer, da en fax sendes som pulserende hylelyde meget lig dem fra et dialup modem. Hvis en fax sendes til et forkert nummer som anvendes som traditional fastnet-telefon, vil modtagerens telefon ringe op som normalt, og modtageren blive mødt med hylelyde i røret.